# Diocese de Guajará-Mirim
A Diocese de Guajará-Mirim (Dioecesis Guaiaramirensis) é uma circunscrição eclesiástica da Igreja Católica no Brasil. Pertence à  Província Eclesiástica de Porto Velho. Pertence ao Conselho Episcopal Regional Noroeste da Conferência Nacional dos Bispos do Brasil. A sé episcopal está na Catedral de Nossa Senhora do Seringueiro, na cidade de Guajará-Mirim, no Estado do Rondônia.

## História
A Prelazia de Guajará-Mirim foi criada pelo Papa Pio XI, por meio da bula Animarum cura, de 1 de março de 1929, desmembrada da Diocese de São Luís de Cáceres e da então Prelazia de Porto Velho. Foi confiada pela Santa Sé aos cuidados da Terceira Ordem Regular. Foi elevada a Diocese pelo Papa João Paulo II, por meio da Constituição Apostólica Guaiaramirensis, de 16 de outubro de 1979.

## Bispos
|                 | Nome                                               | Período    | Notas  |
| Bispos          | Bispos                                             | Bispos     | Bispos |
| --------------- | -------------------------------------------------- | ---------- | ------ |
| 4º              | Dom Benedito Araújo                                | 2011-atual |        |
| 3º              | Dom Geraldo João Paulo Roger Verdier               | 1980-2011  |        |
| 2º              | Dom Luiz Roberto Gomes de Arruda, T.O.R.           | 1966-1978  |        |
| 1º              | Dom Francisco Xavier Elias Pedro Paulo Rey, T.O.R. | 1945-1966  |        |
| Bispo-coadjutor |                                                    |            |        |
|                 | Dom Benedito Araújo                                | 2011       |        |
|                 | Dom Luiz Roberto Gomes de Arruda, T.O.R.           | 1964-1966  |        |